# Poroina, Plovdiv
Poroina (în bulgară Поройна) este un sat în comuna Părvomai, regiunea Plovdiv,  Bulgaria. 

## Demografie
Componența etnică a satului Poroina
     Turci (2,2%)
     Bulgari (73,52%)
     Romi (21,32%)
     Nicio identificare (2,94%)
La recensământul din 2011, populația satului Poroina era de 136 locuitori. Din punct de vedere etnic, majoritatea locuitorilor (73,52%) erau bulgari, existând și minorități de romi (21,32%) și turci (2,2%). Pentru 2,94% din locuitori nu este cunoscută apartenența etnică.